# Hydrotaea tuberculata
Hydrotaea tuberculata este o specie de muște din genul Hydrotaea, familia Muscidae. A fost descrisă pentru prima dată de Camillo Rondani în anul 1866. Conform Catalogue of Life specia Hydrotaea tuberculata nu are subspecii cunoscute.